# 23. Waffen-Gebirgs-Division der SS "Kama"
La 23. Waffen-Gebirgs-Division der SS "Kama" (kroatische Nr. 2) fu costituita all'inizio del 1944 grazie ad un nuovo afflusso di volontari musulmani. Fu affiancata alla divisione "Handschar" per formare in tal modo il IX. Waffen Gebirgs-Armeekorps der SS (kroatisches), per combattere i partigiani comunisti di Tito. Per quanto fosse ben adatta a questo compito, l'addestramento e l'armamento erano insufficienti per combattere contro un esercito regolare; tuttavia la continua avanzata sovietica costrinse l'Alto Comando Tedesco a trasferire la divisione al fronte.
Utilizzata come ultima risorsa nel corridoio Morava-Vardar contro le forze russe-bulgare, la divisione fu duramente colpita nei pressi di Skopje e dovette essere ritirata e destinata a riserva. Riorganizzata lottò strenuamente contro i sovietici vicino a Belgrado.
Assalita da truppe titoiste e russe venne accerchiata nei pressi del fiume Drava e annientata: non furono fatti prigionieri ed i feriti furono eliminati. Le unità scampate all'accerchiamento entrarono nelle file dell'Ustascia o formarono i quadri per una nuova divisione SS.

## Teatri operativi
- Balcani, luglio-ottobre 1944

## Caratteristiche
- Creazione: giugno 1944.
- Reclutamento: volontari croati, musulmani bosniaci e volkdeutsches inquadrati dai tedeschi.

## Comandanti
| Grado               | Nome            | Inizio    | Fine           |
| SS-Standartenführer | Helmuth Raithel | gennaio   | settembre 1944 |
| SS-Brigadeführer    | Gustav Lombard  | settembre | ottobre 1944   |

## Ordine di battaglia
- Waffen-Gebirgsjäger-Regiment der SS 55 (kroatische n ° 3)
- Waffen-Gebirgsjäger Regiment der SS 56 (kroatische nr 4)
- Waffen-Gebirgs Artillerie Regiment der SS 23
- SS-Aufklärungs-Abteilung 23
- SS-Flak-Abteilung 23
- SS-Panzerjäger-Abteilung 23
- SS-Nachschub-Abteilung 23
- SS-Pionier-Bataillon 23
- SS-Nachrichten-Abteilung
- SS-Feldlazarett 23
- SS-Feldersatz-Bataillon 23
- SS-Sanitäts-Abteilung 23
- SS-Verwaltungs-Abteilung 23